# Aextoxicon
{{#ifeq:0|0|{{#if:|{{#if:Aextoxiconpunctatum|[[]}}|}}}}
Aextoxicon punctatum — єдиний вид роду Aextoxicon і родини Aextoxicaceae, дерево, поширене на півдні Чилі. Відоме також як olivillo або aceitunillo, велике вічнозелене дерево, ендемік вологих вальдивійських лісів та магелланових лісів тихоокеанського узбережжя південного Чилі, де воно формує верхній ярус широколистяного лісу, досягаючи висоти 15 м. Згідно з системами APG (1998) і APG II (2003), належить до кореневих евдикотів. А згідно з традиційнішими класифікаціями рід Aextoxicon часто відносився до родини молочайних (Euphorbiaceae).